# Mỏ pyrit Giáp Lai
Mỏ pyrit Giáp Lai là mỏ pyrit ở vùng đất xã Giáp Lai huyện Thanh Sơn tỉnh Phú Thọ, Việt Nam.
Mỏ pyrit Giáp Lai được ngành Địa chất Việt Nam bắt đầu điều tra từ năm 1961 và nhiều lần thăm dò mở rộng. Công ty Pyrit Phú Thọ, thuộc Tổng Công ty Hóa chất Việt Nam, khai thác pyrit từ đầu những năm 1970, phục vụ nhà máy hóa chất ở Việt Trì. Đến năm 2003, do pyrit cạn kiện, việc khai thác mới tạm dừng.
Gần đây mỏ được nghiên cứu các vấn đề môi trường liên quan và các thí nghiệm khả năng tạo axit và tách chiết kim loại nặng từ các vật liệu bãi thải của mỏ.